# اچ‌ام‌اس رامبلر (۱۸۸۰)
اچ‌ام‌اس رامبلر (۱۸۸۰) (به انگلیسی: HMS Rambler (1880)) یک کشتی بود که طول آن ۱۵۷ فوت (۴۸ متر) بود. این کشتی در سال ۱۸۸۰ ساخته شد.